# Wind of Change
„Wind of Change“ („Vítr změn“) je rocková balada z roku 1990 od kapely Scorpions. Text písně oslavuje politické změny ve Východní Evropě, jako například pád Berlínské zdi, rostoucí svobodu v komunistických zemích (jež vedla k pádu SSSR) a blížící se konec Studené války.

## Historie
Tato píseň se zprvu objevila na albu z roku 1990, Crazy World, hitem se však stala až roku 1991, kdy zaútočila na přední příčky hitparád nejen v Německu a po celé Evropě, ale také v USA (4. místo) a ve Velké Británii. Později se další verze této písně objevily na albech Live Bites z roku 1995, orchestrálním albu Moment of Glory z roku 2000 a také na jejich akustickém albu Acoustica z roku 2001.
Mnoho lidí, kteří Moskvu moc dobře neznají, často mate několik prvních řádek textu:
I follow the Moskva
Down to Gorky Park
Listening to the wind
of change
Moskva je totiž zároveň název řeky, která městem protéká, a Park Gorkého (anglicky Gorky Park) je místní zábavní park. Scorpions ke složení této písně inspirovala návštěva Moskvy v roce 1989 při účasti na Moscow Music Peace Festival.
V roce 2005 diváci německé televizní stanice ZDF tuto skladbu zvolili za „Píseň století“. Je to nejprodávanější skladba všech dob v Německu a je velice často používána při promítání záběrů z dob pádu Berlínské zdi. Je všeobecně známa jako píseň symbolizující opětovné spojení Západního a Východního Německa (a pád socialismu ve východní Evropě obecně), i přesto, že své popularity dosáhla až o dva roky později.
Kapela také nahrála ruskou verzi této skladby pod názvem Ветер перемен (Větěr peremen – Vítr přeměn, Vítr změn).
Populární britská fotbalová show Soccer AM používá Wind of Change jako poklonu britským vojákům v zámoří.

### Pozměnění textu písně
V dubnu 2022 se kapela Scorpions v rámci série koncertů v Las Vegas rozhodla píseň uvést s poupraveným textem, reflektujícím ruskou invazi na Ukrajinu, a věnovat ji Ukrajině a jejím obráncům. Změnu zpěvák Klaus Meine vysvětlit tak, že původní text Rusko ve světle aktuálních událostí příliš idealizuje.
Úvodní pasáž textu byla nahrazena:
Now listen to my heart 
It says Ukrainia, 
waiting for the wind 
to change.
Dark and lonely night
our dreams will never die
waiting for the wind 
to change.

Podporu Ukrajině při koncertech vyjádřil také kytarista Matthias Jabs, který při této písní svůj part odehrál na kytaru ve žlutomodrém provedení, evokujícím ukrajinskou vlajku.